# Courants artistiques du XXe siècle

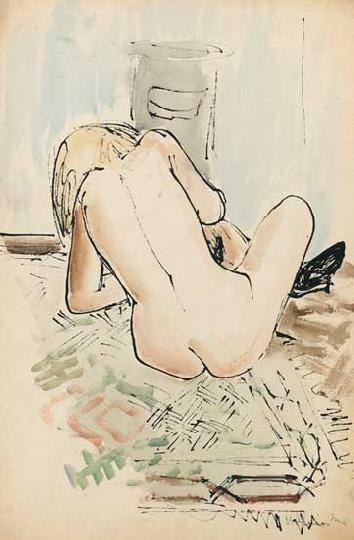
Nu devant un four - expressionnisme expressif de Imre Ámos

Cet article fournit une liste des courants artistiques du XXe siècle par ordre chronologique.

## Liste
(septembre 2016).
- 1880 - 1906 : Le néo-impressionnisme ou le pointillisme
- 1890 - 1910 : L'art nouveau
- Le symbolisme
- 1905 - 1910 : Le fauvisme
- L'expressionnisme allemand
- 1907 - 1914 : Le cubisme
- 1909 - 1920 : Le futurisme
- 1910 - 1940 : L'art déco
- 1915 : Le dadaïsme
- 1919 - 1933 : Le Bauhaus
- Le surréalisme
- L'art brut
- L'expressionnisme abstrait
- 1945 : L'art contemporain
- 1960 : Le pop art
- 1960 : L'Op Art
- 1970 : Le postmodernisme
- 1985 : Le pressionnisme ou art urbain